# Дороги, які ми вибираємо
«Доро́ги, які́ ми вибира́ємо» (англ. The Roads We Take) — новела американського письменника О. Генрі, написана у 1904 році й вперше опублікована в 1910 році в збірці «Коловорот» (англ. Whirligigs). Сюжет твору розповідає про біржового маклера, який між дружбою і зиском цинічно вибирає гроші.
У 1962 році режисер Леонід Гайдай зняв фільм «Ділові люди» за мотивами трьох новел О. Генрі: «Дороги, які ми вибираємо», «Споріднені душі», «Вождь червоношкірих».

## Сюжет
Під час зупинки «Вечірнього експреса» десь на Дикому Заході його грабують Боб Тідбол, Акула Додсон та «на чверть індіанець» Джон Великий Пес. Грабіжники вилучають з сейфа поштового вагона 30 тисяч доларів. Під час перестрілки Джон Великий Пес гине, а Тідбол і Додсон втікають верхи на жвавих конях. Бандити все добре підготували, тому їхні переслідувачі ще не скоро нападуть на їхній слід. Але стається непередбачувана прикрість — кінь Тідбола ламає ногу і його вбивають. Тепер ситуація набуває загрозливого відтінку: втомленому коню Додсона на ім'я Болівар важко буде нести на собі двох вершників, а поспішати треба, бо переслідувачі скоро наздоженуть бандитів. Акула Додсон з жалем дивиться на гроші, розсипані Бобом, і на самого Боба. Він щиро жалкує, що з його другом сталась така халепа. У цього жалю є серйозна причина, адже Акула Додсон вже вирішив: «Болівар не витримає двох» — каже він і цілить з револьвера в товариша.
Акула Додсон прокидається в кріслі брокерської фірми з Волл-стріт «Додсон і Деккер». Секретар повідомляє йому про необхідність розрахунків з боржником фірми містером Вільямсом. Додсон наказує, аби той купляв акції за ринковою ціною. Секретар зауважує, що за такими цінами Вільямс збанкрутує, але якщо дозволити йому купити за номіналом, то партнер-невдаха уникне банкрутства. Додсон мимрить що «Болівар не витримає двох» і наказує, щоби Вільямс платив ринкову ціну.

## Аналіз твору
Новела «Дороги, які ми вибираємо» належить до другого за кількістю (приблизно 100 творів) і значенням циклу новел О. Генрі, що включає твори про Техас та інші західні і південно-західні штати США. Героями цих новел стали ковбої, звичайні скотарі, усілякі пройдисвіти і бандити. У них зображене життя, вільне від заборон і стандартів, життя яскравих особистостей, які потрапляють у нестандартні ситуації. Ці новели вже багато років зацікавлюють читачів.
Назва новели «Дороги, які ми вибираємо» відсилає до епізоду, в якому Акула Додсон розповідає, як він потрапив на Дикий Захід. Оповідач згадує, що сімнадцятирічним юнаком заблукав на шляху до Нью-Йорка і на перехресті повернув ліворуч, а потім зустрів ковбоїв-циркачів, які і вплинули на його життєвий вибір. Він міркує, чи так склалося б його життя, якби він повернув у інший бік. Письменник вустами Боба дає відповідь, що доля героя від цього не змінилася б, бо життя залежить не від поворотів на дорозі, а від особистого вибору кожного. Ця теза перекликається з фабулою твору, в якій показаний непростий вибір, який робить Акула Додсон.
«Дороги, які ми вибираємо» вирізняє особливо складна побудова сюжету, яка дозволяє читачеві неоднозначно тлумачити текст. Несподіваний перехід від сцени вбивства друга заради грошей до розмови з секретарем у маклерській конторі дає можливість зробити два припущення:
1. Акула Додсон ніколи не бував на Дикому Заході, йому це просто наснилося. Але в реальному житті він робить настільки ж цинічний вибір, як і в жахливій пригоді з пограбуванням поїзда і втечею з награбованими грошима;
2. Маклер Додсон — це колишній грабіжник, який знайшов належне застосування вкраденим грошам і тепер веде мирне життя як «порядна людина», про злочини якої вже нема кому свідчити. Але звичка жертвувати друзями (Боб Тідбол не перша його жертва) залишилася, і спогади про «Болівара, який не вивезе двох» підказують скнарі, як слід поступити з Вільямсом.

О. Генрі вправно використав прийом раптової зміни читацьких очікувань, обірвавши логічне продовження сюжету, емоційно-психологічну тональність. Дія всієї новели зводиться до несподіваного фіналу, яким автор хоче здивувати читача. Разом з тим, двоваріантність тлумачення сюжету веде до парадоксально однозначного висновку: ким би не був Акула Додсон насправді — колишнім грабіжником чи маклером — його вибір жахливий і аморальний. Як майстр художнього слова О. Генрі на прикладі Додсона доводить, що вбивства не обов'язково здійснюються у преріях життя, без свідків і за допомогою револьвера, часто для цього достатньо просто легітимного підпису або юридично обґрунтованого рішення.

## «Болівар не витримає двох»
Вислів «Болівар не витримає двох» (англ. Bolivar cannot carry double), яким закінчується новела, став фразеологізмом після виходу фільму режисера Леоніда Гайдая «Ділові люди» (1962), що став екранізацією цієї новели і ще двох: «Споріднені душі» і «Вождь червоношкірих». Фільм став надзвичайно успішним, а відомий вислів використовують і нині. Однак він популярний переважно на території колишнього Радянського Союзу, а в США його майже не знають.
Є різні варіанти тлумачення цього фразеологізму, але первинним було значення, що коли постає вибір між дружбою і вигодою, то краще обрати вигоду. Синонімом до «Болівар не витримає двох» може бути вислів: «Нічого особистого, тільки бізнес».

## Читати твір
https://www.ukrlib.com.ua/world/printit.php?tid=1756